# Shahrestān di Torbat-e Heydariyyeh
Lo shahrestān di Torbat-e Ḥeydariyyeh (in persiano شهرستان تربت حیدریه‎) è uno dei 28 shahrestān del Razavi Khorasan, il capoluogo è Torbat-e-Heydarieh, altre città sono: Bāyak, Saq e Sofiābād. Lo shahrestān è suddiviso in 4 circoscrizioni (bakhsh): 
- Centrale (بخش مرکزی)
- Bayag (بخش بایگ), con la città di Bāyak.
- Kadkan (بخش کدکن), con la città di Kadkan.
- Jolgheh Rokh (بخش جلگه رخ), con la città di Rabat-e sang.